# Пападопулос, Димитриос
О Константинопольском Патриархе смотрите Димитрий I (Патриарх Константинопольский)
Дими́триос Пападо́пулос (греч. Δημήτρης Παπαδόπουλος; род. 20 октября 1981, Гагарин, Джизакская область) — греческий футболист, нападающий. Чемпион Европы 2004 в составе сборной Греции.

## Биография

### Клубная карьера
Воспитанник греческого клуба «Акратитос». С 2001 по 2003 года выступал за английский «Бернли» в Чемпионшипе Футбольной лиги. В 2003 году перешёл в один из сильнейших клубов Греции «Панатинаикос». В его составе в 2004 году становился чемпионом и обладателем кубка Греции.
18 ноября 2008 года Пападопулос подписал контракт с итальянским «Лечче». Дебютировал за клуб 18 января 2009 года в матче чемпионата Италии против «Дженоа», завершившийся домашним поражением «Лечче» со счётом 0:2.
Летом 2009 года перешёл в загребское «Динамо». Пападопулос подписал с хорватами 3-летний контракт, по которому должен был получать 650 000 евро в год. В декабре 2009 года покинул команду в статусе свободного агента.

### Карьера в сборной
В составе сборной Греции в 2004 году Димитриос выиграл чемпионат Европы.

### Личная жизнь
Предки Димитриоса переехали в СССР после начавшейся гражданской войны в Греции и поселились в Джизакской области, которая на тот момент входила в Казахскую ССР и потом стала частью Узбекской ССР, хотя в некоторых интервью Димитриос утверждал, что является уроженцем Казахстана. С семьёй он в возрасте 7 лет вернулся в Грецию. Семья Димитриоса, помимо Греции, на международных соревнованиях поддерживает команды России и Казахстана.

## Достижения
- Чемпион Европы 2004
- Чемпион Греции (1): 2003/04
- Обладатель Кубка Греции (1): 2003/04
- Лучший футболист чемпионата Греции в 2004 году (среди греков)